# فرد جوزيف
فرد جوزيف (بالإنجليزية: Fred Joseph)‏ هو مصرفي الاستثمار ‏ أمريكي، ولد في 22 أبريل 1937 في بوسطن في الولايات المتحدة، وتوفي في 27 نوفمبر 2009 في نيويورك في الولايات المتحدة بسبب ورم نخاعي متعدد.

## وصلات خارجية
- فرد جوزيف على موقع إن إن دي بي (الإنجليزية)